# Papa Binne’s Jazz Band
Die Papa Binne’s Jazz Band, gegründet vom Trompeter Lutz Binneboese, war eine Amateurband. Mit 63 aktiven Jahren gilt sie als eine der ältesten deutschen Jazzbands und war im Bereich des Hot Jazz einer der wichtigsten Vertreter der DDR-Jazzszene.

## Geschichte
Die Band wurde im November 1959 von Lutz Binneboese (* 1942) in Berlin als Schülerband gegründet und hatte am 11. November 1959 auf einer Faschingsveranstaltung einer Oberschule ihren ersten Auftritt.
Papa Binnes Hot Five, wie sich die Band damals nannte, entstand zu einer Zeit, als dem Jazz in der DDR die Anerkennung durch die offizielle Kulturpolitik noch versagt war. So spielte die Band anfangs jazzige Tanzmusik und Schlager und trat vorwiegend in Studentenklubs auf.
Im Zuge der offiziellen Anerkennung des Jazz in der DDR, gewann der Dixieland immer mehr die Oberhand. Seit 1961 heißt die Band Papa Binne’s Jazz Band. Während sich die Band anfänglich ausschließlich an englischen Trad-Bands orientierte, wurde das stilistische Konzept im Laufe der Jahre vielseitiger. So entstanden vorwiegend soulbeeinflusste moderne Jazzkompositionen.
Mit den Swingversionen der Kinderlieder „Bummilied“ und „Wenn Mutti früh zur Arbeit geht“ gehörte die Band zu den Initiatoren der Veranstaltungsreihe „Kinder-Dixieland“. Fünf Jahre lang wirkte sie in Benno Bessons Inszenierung Frieden am Deutschen Theater in Berlin mit. Ab 1970 folgten gemeinsam mit den Schauspielern Dieter Mann und Fred Düren Gastspiele in Polen, der ČSSR, in Italien, Schottland und in der Bundesrepublik Deutschland. Es schlossen sich eigene Konzerte im sozialistischen und westlichen Ausland an. 1976 trat die Band erstmals beim Internationalen Dixieland Festival in Dresden und 1977 beim Old Jazz Meeting in Warschau auf.
Im DDR-Fernsehen war sie u. a. in Berlin Original und Ein Kessel Buntes zu sehen. Ein DEFA-Dokumentarfilm von 1981 („Dixieland–Dixieland“) zeigt die Bandmitglieder auch im privaten Umfeld und begleitet sie bei einem ihrer Konzerte beim Internationalen Dixieland-Festival Dresden.
Mit Ausnahme von Oliver Küntzel, Stefan Katzenbeier und Thomas Walter Maria waren die Bandmitglieder Amateure. Das Ensemble feierte 2019 mit einer Abschiedstournee durch zahlreiche frühere Auftrittsorte seinen 60. Geburtstag und verabschiedete sich im Dezember 2022 mit Konzerten in den Neuen Kammerspielen in Kleinmachnow in den Ruhestand.

## Diskografie
- Ja, wir san mit'm Radl da (Amiga 1987)
- 50 Jahre & 'nen paar Zerquetschte (Buschfunk 2011)